# Acanthodoxus
Acanthodoxus é um gênero de cerambicídeo da tribo Acanthocinini (Lamiinae), com distribuição restrita ao Brasil.

## Espécies
- Acanthodoxus delta Martins & Monné, 1974
- Acanthodoxus machacalis Martins & Monné, 1974